# Patrick Pouw
Patrick Pouw is een Nederlands onderzoeksjournalist.
Pouw werkte eerst bij het Algemeen Dagblad, waarna hij is gaan freelancen. Hij publiceerde onder andere over Nieuw Rechts en over de salafist Suhayb Salam.
In 2017 werd aan hem het C.C.S. Crone-stipendium van de Gemeente Utrecht toegekend.